# Хозяйственный кодекс
Хозяйственный кодекс — нормативно-правовой акт, регулирующий хозяйственные отношения, определяющий порядок ведения хозяйственной деятельности и руководства ею в целях обеспечения максимальной эффективности хозяйствования.

## История хозяйственных кодексов в России
Учёными-правоведами и сторонниками концепции хозяйственного (предпринимательского) права было предложено более пяти проектов хозяйственных (предпринимательских) кодексов:
1. Хозяйственный кодекс СССР (проект основных положений), Москва-1970;
2. Хозяйственный кодекс СССР (проект основных положений), Москва-1973;
3. Основы хозяйственного законодательства СССР (проект), Москва-1975;
4. Хозяйственный кодекс СССР (проект), Москва-1984;
5. Предпринимательский кодекс России (проект), Москва-2008.

## Хозяйственный кодекс СССР (1970)
Проект был разработан в соответствии с решением Секции общественных наук Президиума Академии наук СССР № 9 от 4 апреля 1969 года сектором хозяйственного права и проблем управления промышленностью Института государства и права АН СССР. Разделы 6 и 8 подготовлены Институтом экономики промышленности АН УССР.

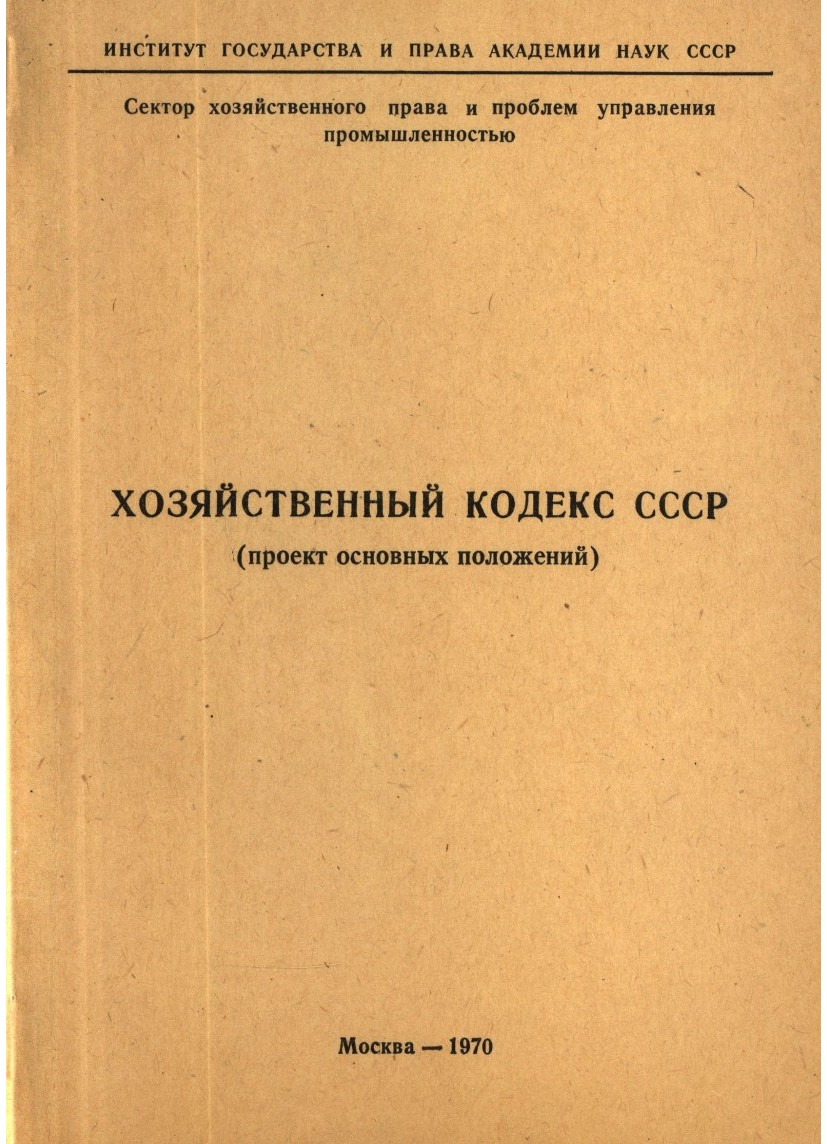

Проект разработан авторским коллективом под руководством д.ю.н. проф. В. В. Лаптева. Авторами разделов проекта являются:
1, 2 — В. В. Лаптев,
3, 4 — 3.М. Заменгоф,
5, 9 — И. А. Танчук,
6, 8 — В. К. Мамутов, В. В. Овсиенко, Г. Л. Знаменский,
7 — В. П. Рассохин,
10, 13 — Т. Е. Абова,
11 — Н. С. Малеин, В. Ф. Кузьмин,
12 — В. П. Ефимочкин.
Содержание (разделы)
1. общие положения;
2. участники хозяйственных отношений;
3. имущество хозяйственных органов;
4. планирование хозяйственной деятельности;
5. общие положения о хозяйственных обязательствах;
6. хозяйственные санкции;
7. хозяйственные обязательства, связанные с выполнением научно-технических работ;
8. хозяйственные обязательства в области строительства;
9. хозяйственные обязательства в области снабжения и сбыта;
10. хозяйственные обязательства, связанные с перевозками грузов;
11. хозяйственные обязательства, возникающие при кредитовании и расчётах;
12. иные хозяйственные обязательства;
13. защита хозяйственных прав.

## Хозяйственный кодекс СССР (1973)
Проект разработан Институтом государства и права АН СССР, также как и предыдущий кодекс, в соответствии с решением секции общественных наук Президиума АН СССР от 4 апреля 1969 г.

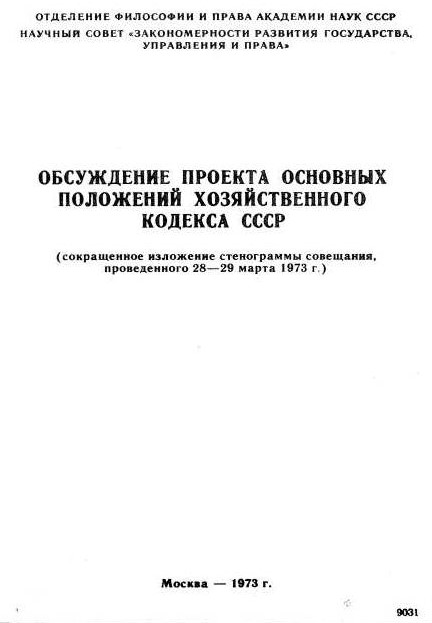

Предлагалось издать Хозяйственный кодекс СССР, который регулировал бы несоподчиненными хозяйственными органами, но и внутри них, а также отношения по хозяйственному руководству. Существующее в то время раздельное регулирование единых хозяйственных отношений не позволяло в полной мере учесть требования научно-технической революции, современные тенденции развития управления социалистической экономикой, расширение и углубление хозрасчёта на всех уровнях хозяйственной системы.
Проект получил в основном положительную оценку от более чем 40 министерств, ведомств, предприятий и организаций которым он был направлен для ознакомления. Академия наук СССР внесла в Совет Министров СССР предложение об издании Хозяйственного кодекса СССР и о включении его в план кодификационных работ. Предложение это поддержано Госпланом СССР, Госснабом СССР, некоторыми министерствами и ведомствами.
При обсуждении проекта Кодекса также было высказано мнение об издании не Хозяйственного кодекса, а Свода хозяйственного законодательства. Однако такой свод не может заменить кодификацию хозяйственного законодательства и не решит общих проблем правового регулирования хозяйственных отношений.

## Основы хозяйственного законодательства СССР (1975)
Проект подготовлен сектором хозяйственного права и проблем управления промышленностью Института государства и права АН СССР в соответствии с планом научно-исследовательских работ института. В разработке проекта принимали участие сотрудники других секторов института, а также работники Института экономики промышленности АН УССР.
В состав авторского коллектива, подготовившего проект, входили: к.ю.н., Т. Е. Абова, д.ю.н., проф. М. И. Богуславский, к.ю.н., З. М. Заменгоф, к.ю.н., Г. Л. Знаменский, д.ю.н., проф. В. В. Лаптев, д.ю.н., В.C. Малеин, член-корр. АН УССР В. К. Мамутов, к.ю.н., В. П. Рассохин, к.ю.н., И. А. Танчук.
Руководитель работы — д.ю.н., проф. В. В. Лаптев
Содержание (разделы)
1. Общие положения;

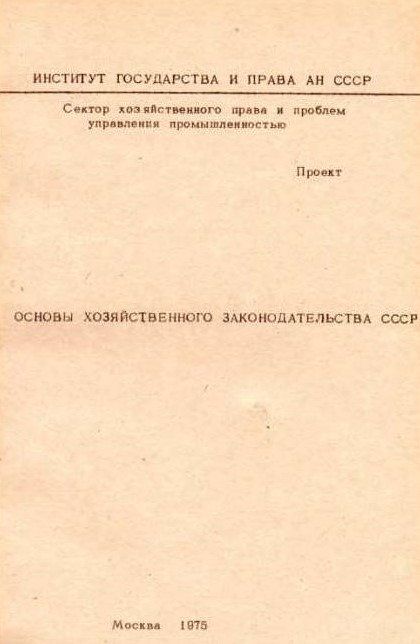

2. Участники хозяйственных отношений;
3. Социалистическая собственность как основа хозяйствования;
4. Хозяйственные обязательства;
5. Внедрение достижений научно-технического прогресса в народное хозяйство;
6. Ответственность в хозяйственных отношениях;
7. Защита хозяйственных прав.

## Хозяйственный кодекс СССР (1984)
Проект разработан авторским коллективом под руководством члена-корреспондента АН СССР В. В. Лаптева.

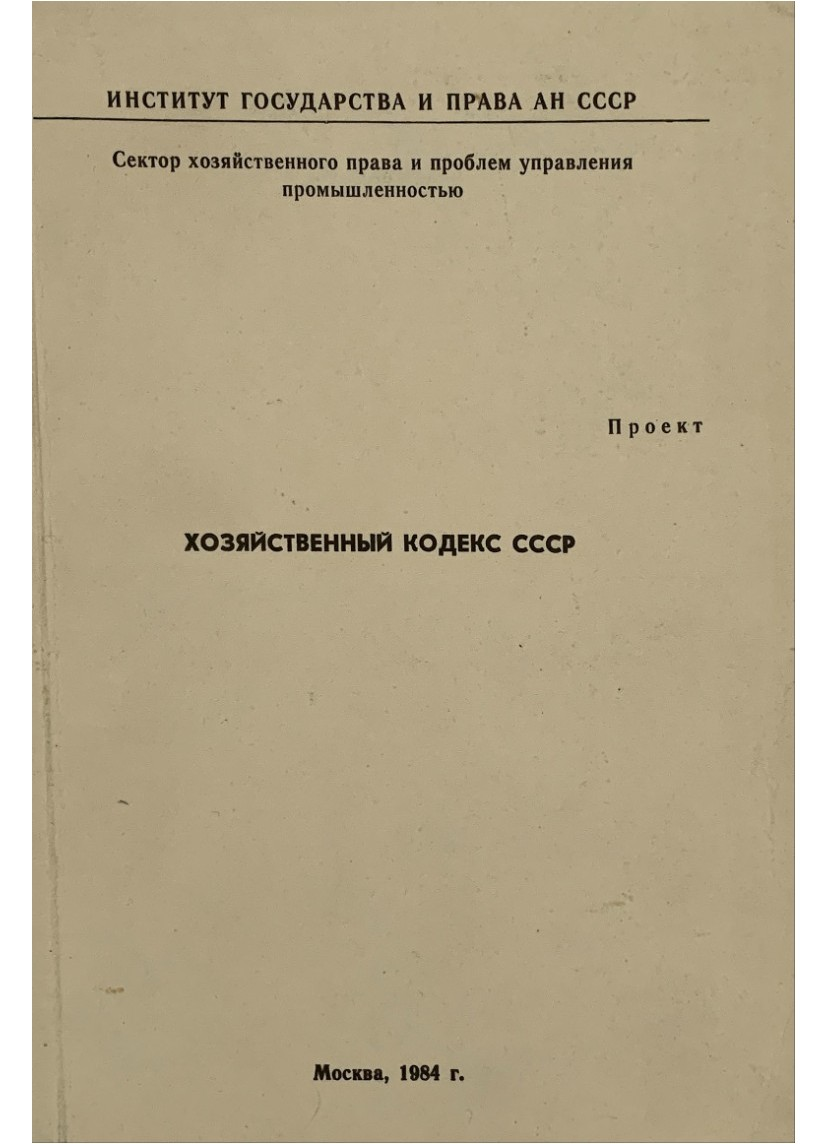

Авторами разделов проекта Кодекса являются:
1, 2 — В. В. Лаптев,
3, 4 — 3.M. Заменгоф,
5, 8 — И. А. Танчук,
6 — М. П. Ринг, 3. М. Заменгоф,
7 — В. Ф. Кузьмин,
8 — Т. Е. Абова, В. К. Андреев, Р. Ф. Захарова,
10 — Т. М. Гандилов, С. С. Занковский, Г. Л. Знаменский,
11 — 3.М. Заменгоф, В. Ф. Кузьмин, Н. С. Малеин,
12 — В. К. Мамутов,
13 — Т. Е. Абова.
Содержание (разделы)
1. Общие положения;
2. Хозяйственные органы;
3. Имущество;
4. Планирование;
5. Хозяйственные обязательства;
6. Создание и внедрение достижений науки и техники;
7. Установление и применение цен;
8. Снабжение и сбыт;
9. Перевозка грузов;
10. Строительно-монтажные и проектно-изыскательские работы;
11. Финансирование, кредитование, расчёты;
12. Ответственность;
13. Защита хозяйственных прав и интересов.

## Предпринимательский кодекс России (2008)
В результате принятия Указа Президента РФ от 16.12.1993 N 2171, которым отдельно выделялось законодательство о предприятиях и предпринимательской деятельности (код 110.000.000), с 1995 года правоведами предлагаются возможные варианты структуры и содержания Предпринимательского кодекса России. В Указе Президента РФ от 15.03.2000 N 511 также выделалось законодательство о хозяйственной деятельности (код 090.000.000).

На период 2008—2011 гг. Торгово-промышленной палатой РФ была предложена Концепция развития законодательства Российской Федерации, в рамках которой предполагалось, что Предпринимательский кодекс России должен иметь комплексный, межотраслевой характер с элементами частноправового (в развитие некоторых норм ГК) регулирования, но с существенным преобладанием норм публично-правового характера.
Содержание
В Общей части Кодекса предлагалось закрепить:
- положения, устанавливающие принципы предпринимательской деятельности;
- нормы, определяющие основные принципы и порядок осуществления мер государственного регулирования экономической деятельности (в том числе о поддержке добросовестной конкуренции);
- принципы, задачи и основные направления структурной политики государства в сфере экономики, включая основы промышленной, в том числе кластерной политики;
- развитие инфраструктуры согласования интересов власти и бизнеса, поддержки и стимулирования предпринимательской деятельности (в том числе через саморегулируемые и иные предпринимательские организации — на отраслевом уровне, торгово-промышленные палаты — на межотраслевом, надотраслевом и международном уровне);
- введение института государственного предпринимательства (принципы и приоритеты построения государственного сектора экономики).

В Особенной части Кодекса предлагалось урегулировать основы государственной политики в основополагающих отраслях экономики.